# Mitrella granti
Mitrella granti är en snäckart som beskrevs av Lowe 1935. Mitrella granti ingår i släktet Mitrella och familjen Columbellidae. Inga underarter finns listade i Catalogue of Life.